# Thanasimodes metallicus
Thanasimodes metallicus is een keversoort uit de familie mierkevers (Cleridae). De wetenschappelijke naam van de soort is voor het eerst geldig gepubliceerd in 1867 door Murray.